# May (Film)
May – Die Schneiderin des Todes (Originaltitel: May) ist ein US-amerikanischer Horrorfilm aus dem Jahr 2002. Lucky McKee schrieb das Drehbuch und führte Regie.

## Handlung
May Kennedy wird mit einem Augenfehler geboren und findet als Kind mit Augenklappe keine Freunde, was sie zu einer schrulligen Heranwachsenden macht. Als Erwachsene ist ihr Auge zwar korrigiert, die seltsame May hat aber immer noch keine Freunde. Die einzige Verbündete der Tierarzthelferin ist ihre Puppe Susy, die sie von ihrer Mutter geschenkt bekam.
Sie verkriecht sich immer mehr in der Einsamkeit, bis sie den attraktiven, netten Trash-Regisseur Adam kennenlernt, der sie jedoch zurückweist, da sie selbst ihm zu verrückt ist. Sie beginnt ehrenamtlich blinde Kinder zu betreuen. Sie tröstet sich mit ihrer lesbischen Kollegin Polly, von der sie allerdings schrecklich betrogen wird und an der sie sich rächen will.
Plötzlich fängt sie an, die Menschen, die sie teilweise attraktiv findet (z. B. Adams Hände, Pollys Hals etc.), zu töten und ihre Körperteile zusammenzunähen, um sich so den perfekten Freund zu erstellen. Unter ihrer Mission verwandelt sie sich, zumindest äußerlich, in einen Vamp. Als May ihr Werk „Amy“ (ein Anagramm  ihres eigenen Namens) vollendet hat, bemerkt sie, dass ihre neue beste Freundin sie ja nicht sehen kann, da Amy keine Augen hat. In einem letzten Anfall von Verzweiflung schneidet sich May ihr rechtes Auge mit einem Messer heraus, und unter Schmerzensschreien legt sie es auf Amys Gesicht. Danach lehnt sie ihren Kopf an ihrer „perfekten Freundin“ an und sieht, in einer Art Halluzination, wie Amy zum Leben erwacht und sie sanft streichelt.

## Hintergrund
Das Budget des Films betrug geschätzte 500.000 US-Dollar. Er feierte seine Premiere am 13. Januar 2002 auf dem Sundance Film Festival und wurde in den darauffolgenden Monaten auf zahlreichen nationalen und internationalen Festivals gezeigt (darunter die Internationalen Filmfestspiele von Cannes, das Brussels International Fantastic Film Festival, das Fantasy Filmfest Hamburg und das World Film Festival).
Insgesamt spielte May in den Vereinigten Staaten etwa 150.000 Dollar ein.

## Kritiken
„Streckenweise intensiv gespieltes Psychodrama, das sich im letzten Drittel zum lupenreinen Horrorfilm mit drastischen Effekten entwickelt.“

’May’ is a horror film and something more and deeper, something disturbing and oddly moving.

„‚May‘ ist ein Horrorfilm und etwas mehr, etwas Tiefergehenderes, etwas Verstörend- und seltsam Bewegendes.“

- Die Bewertung auf der Website Rotten Tomatoes betrug 68 % (Stand: 2. März 2009).

## Auszeichnungen
- Beim Internationalen Filmfestival von Sitges wurde May in den Kategorien „Beste Hauptdarstellerin“ und „Bestes Drehbuch“ ausgezeichnet.
- Der Film gewann den Premiere Award beim Géradmer Filmfestival.
- Beim Brussels International Fantastic Film Festival wurde Angela Bettis mit einem Silbernen Raben ausgezeichnet.